# 須永千重
須永 千重（すなが ちえ、1962年11月10日- ）は、日本の女優。東京都青梅市出身。

## 出演

### テレビドラマ
- 望郷・美しき妻の別れ (1983年) 最終回 ホステス役
- 胸キュン探偵団 (1983年) 3話 綾小路公子役
- 家族ゲームパートⅡ (1983年) 3話 朝田汐子役
- 独身送別会 (1983年) ホステス役
- 愛されてますかお父さん (1990年) 8話 祈とうしの助手役
- ドラマ30 / 泣かないでママ (1994年、CBC) 42話 由利役
- ひと夏のラブレター (1995年) 5・8・9・11話 スーパーのパート主婦B役
- うどんとビデオ （1997年) 2部 入院中の主婦役
- バージンロード (1997年) 10話 精神病棟の看護婦役
- 研修医なな子（1997年、テレビ朝日）7話 隣のベッドの患者役
- 最後の恋 (1997年) 1・2話 病院受付の事務員役
- 金のたまご (1997年) 12話 主婦B役
- 女たちの聖戦 (1997年) 4話 団地の主婦B役
- ベストパートナー (1997年) 5話 健康診断の看護婦役
- 寺子屋ゆめ指南 (1997年) 18話 お駒の母親役
- 家政婦は見た! (1997年) 8話 エステサロンの客A役
- 熱中家族 (1997年) 13・14話 看護婦B役
- パパ・レンタル中 (1998年) 11・18話 スーパー店員役
- スーパー戦隊シリーズ (テレビ朝日)
  - 未来戦隊タイムレンジャー（2000年）7話 三輪役
  - 魔法戦隊マジレンジャー（2005年）3・4話 噂話する主婦A役
- 異議あり!女弁護士大岡法江（2004年、テレビ朝日）
- 仮面ライダーシリーズ (テレビ朝日)
  - 仮面ライダー剣（2004年）17話 スーパーの店長役
  - 仮面ライダー響鬼（2005年）31話 話し好きの隣のおばさん役
  - 仮面ライダーキバ（2008年）1・5・38話 近所の主婦B 役
- 愛のソレア（2004年、東海テレビ）
- 冬の輪舞（2004年、東海テレビ）
- 魔弾戦記リュウケンドー（2005年、テレビ愛知）猪俣邦子役
- ごくせん2（2005年、日本テレビ）
- 生物彗星WoO（2005年、NHKデジタル衛星ハイビジョン）
- 白夜行（2005年、TBS）
- 怨み屋本舗（2006年、テレビ東京）
- さくら署の女たち（2007年、テレビ朝日）
- トミカヒーロー レスキューフォース（2009年、テレビ東京）最終話 給食のおばさん 役
- トミカヒーロー レスキューファイアー（2009年、テレビ東京）8話 ゴミ分別のおばさん 役
- 臨場（2009年、テレビ朝日）8話 事情聴取されるスーパー店員 役
- 警視庁失踪人捜査課（2010年、テレビ朝日）6話 鈴木歌子 役
- 遺留捜査 第3話（2011年4月27日、テレビ朝日）
- 絶対零度〜特殊犯罪潜入捜査〜（2011年、フジテレビ）8話 占い師 役
- 世にも奇妙な物語 '14春の特別編「空想少女」（2014年4月5日、フジテレビ）荷物の多いおばさん 役
- DCU 第1話（2022年1月16日、TBS）
- しもべえ 第6話（2022年3月16日、NHK総合）- 掃除婦 役
- 三千円の使いかた（2023年1月7日、東海テレビ・フジテレビ） -  「トーキョーむらさき屋」の店主役
- 恋は闇 第5話（2025年5月14日、日本テレビ） - 管理人 役[1]